# Westfield Center
Westfield Center é uma vila localizada no estado norte-americano de Ohio, no Condado de Medina.

## Demografia
Segundo o censo norte-americano de 2000, a sua população era de 1054 habitantes.
Em 2006, foi estimada uma população de 1149, um aumento de 95 (9.0%).

## Geografia
De acordo com o United States Census Bureau tem uma área de
5,5 km², dos quais 5,5 km² cobertos por terra e 0,0 km² cobertos por água. Westfield Center localiza-se a aproximadamente 311 m acima do nível do mar.

## Localidades na vizinhança
O diagrama seguinte representa as localidades num raio de 8 km ao redor de Westfield Center.